# Grand Prix de SAR La Princesse Lalla Meryem
Grand Prix de SAR La Princesse Lalla Meryem är en tennisturnering för damer som spelas i Fès (har även spelats i Rabat och i Casablanca), Marocko. Turneringen startade 2001, spelas utomhus på grus och ingår i kategorin International på WTA-touren.

## Resultat

### Singel
| År   | Mästare                | Finalist                | Resultat         |
| ---- | ---------------------- | ----------------------- | ---------------- |
| 2001 | Zsófia Gubacsi         | Maria Elena Camerin     | 1–6, 6–3, 7–6(5) |
| 2002 | Patricia Wartusch      | Klára Koukalová         | 5–7, 6–3, 6–3    |
| 2003 | Rita Grande            | Antonella Serra Zanetti | 6–2, 4–6, 6–1    |
| 2004 | Émilie Loit            | Ľudmila Cervanová       | 6–2, 6–2         |
| 2005 | Nuria Llagostera Vives | Zheng Jie               | 6–4, 6–2         |
| 2006 | Meghann Shaughnessy    | Martina Suchá           | 6–2, 3–6, 6–3    |
| 2007 | Milagros Sequera       | Aleksandra Wozniak      | 6–1, 6–3         |
| 2008 | Gisela Dulko           | Anabel Medina Garrigues | 7–6(2), 7–6(5)   |

### Dubbel
| År   | Mästare                                 | Finalister                               | Resultat         |
| ---- | --------------------------------------- | ---------------------------------------- | ---------------- |
| 2001 | Åsa Svensson Lubomira Bacheva           | María Emilia Salerni María José Martínez | 6–3, 6–7(4), 6–1 |
| 2002 | Patricia Wartusch Petra Mandula         | Gisela Dulko Conchita Martínez Granados  | 6–2, 6–1         |
| 2003 | María Emilia Salerni Gisela Dulko       | Olena Tatarkova Henrieta Nagyová         | 6–3, 6–4         |
| 2004 | Marion Bartoli Émilie Loit              | Katarina Srebotnik Els Callens           | 6–4, 6–2         |
| 2005 | Émilie Loit Barbora Strýcová            | Lourdes Domínguez Nuria Llagostera Vives | 3–6, 7–6(5), 7–5 |
| 2006 | Yan Zi Zheng Jie                        | Ashley Harkleroad Bethanie Mattek        | 6–1, 6–3         |
| 2007 | Vania King Sania Mirza                  | Andreea Ehritt-Vanc Anastasija Rodionova | 6–1, 6–2         |
| 2008 | Sorana Cîrstea Anastasia Pavljutjenkova | Alisa Klejbanova Jekaterina Makarova     | 6–2, 6–2         |